# 1703 w literaturze
Wydarzenia literackie w 1703 roku.

## Nowe książki

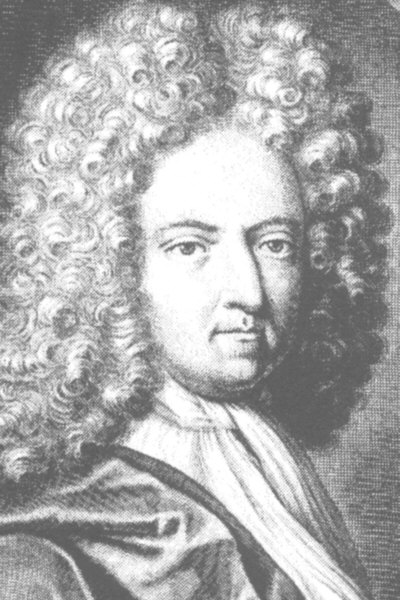
Daniel Defoe

- Daniel Defoe – the shortest Way with the Dissenters